# Polikarpow IL-400
Die Polikarpow IL-400 (russisch Поликарпов ИЛ-400, später auch Polikarpow I-1, И-1) war das erste in Serie gebaute freitragende Eindecker-Jagdflugzeug der Sowjetunion.

## Entwicklung
Nikolai Polikarpow entwickelte diesen Typ zusammen mit I. M. Kostkin und A. A. Popow im Jahre 1922. Als Antrieb diente ein amerikanisches Liberty L-400-Triebwerk, aus dem sich zusammen mit der Bezeichnung für ein Jagdflugzeug (Istrebitel, russisch Истребитель) die Kurzbezeichnung IL-400 ableitete. Am 15. August 1923 erfolgte der Erstflug, der jedoch aufgrund des zu weit nach hinten verschobenen Schwerpunktes nach 21 Sekunden mit einem Absturz endete, wobei der Testpilot Konstantin Arzeulow schwer verletzt wurde. Nach umfangreichen Windkanalversuchen im ZAGI entstand daraufhin die etwas veränderte IL-400B, die am 18. Juli 1924 erstmals flog. Die staatliche Flugerprobung der zwei gebauten beiden Prototypen (Bezeichnung für Nr. 2 war IL-2) dauerte bis zum 15. Oktober desselben Jahre und ergab gute Leistungen. Daraufhin wurde der Serienbau von 33 Flugzeugen angeordnet. Als Antrieb diente der inzwischen als M-5 nachgebaute Liberty-Motor. Deshalb wurden die Maschinen auch unter der Bezeichnung I-1-M5 produziert, später wurde jedoch einfach das Kürzel  I-1 verwendet. Die Fertigung endete allerdings nach 18 Exemplaren, da das Flugzeug sehr kompliziert zu fliegen war. Es besaß eine starke Neigung zum Abkippen und war schwer aus dem Trudeln herauszubringen. Schließlich wurde es schlichtweg als gefährlich eingestuft und eine Auslieferung an die Fliegertruppe untersagt.

## Technische Beschreibung
Die Il-400 war ein freitragender Tiefdecker in Ganzholzbauweise. Der vordere Rumpf mit quadratischem Querschnitt war sperrholzbeplankt, der hintere Rumpfteil und das Tragwerk waren stoffbespannt; bei der I-1 allerdings bestanden die Rippen aus glattem und die Außenhaut aus gewelltem Aluminium – ähnlich den von Junkers gebauten Wellblechflugzeugen. Das Leitwerk war in Normalbauweise ausgeführt und ebenfalls freitragend. Das Flugzeug besaß ein starres Hauptfahrwerk mit durchgehender Achse und einen Schleifsporn am Heck.

## Technische Daten
| Kenngröße             | Daten                                                                 |
| --------------------- | --------------------------------------------------------------------- |
| Besatzung             | 1                                                                     |
| Spannweite            | 10,80 m                                                               |
| Länge                 | 8,20 m                                                                |
| Höhe                  | 1,60 m                                                                |
| Flügelfläche          | 20,0 m²                                                               |
| Flügelstreckung       | 5,8                                                                   |
| Leermasse             | 1112 kg                                                               |
| Startmasse            | 1530 kg                                                               |
| Flächenbelastung      | 76,5 kg/m²                                                            |
| Leistungsbelastung    | 3,83 kg/PS                                                            |
| Triebwerk             | ein 12-Zylinder-V-Motor M-5                                           |
| Leistung              | 294 kW (400 PS)                                                       |
| Höchstgeschwindigkeit | 264 km/h                                                              |
| Landegeschwindigkeit  | etwa 100 km/h                                                         |
| Flugdauer             | 2,5 h                                                                 |
| Steigzeit             | 1,9 min auf 1000 m Höhe 4 min auf 2000 m Höhe 6,5 min auf 3000 m Höhe |
| Gipfelhöhe            | 6750 m                                                                |
| Reichweite            | 650 km                                                                |
| Bewaffnung            | zwei 7,7-mm-Vickers-Maschinengewehre                                  |